# Drugie ministerium Sunderlanda i Stanhope’a

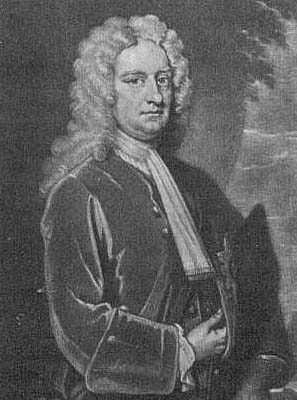
Hrabia Sunderland, pierwszy lord skarbu, lord przewodniczący Rady

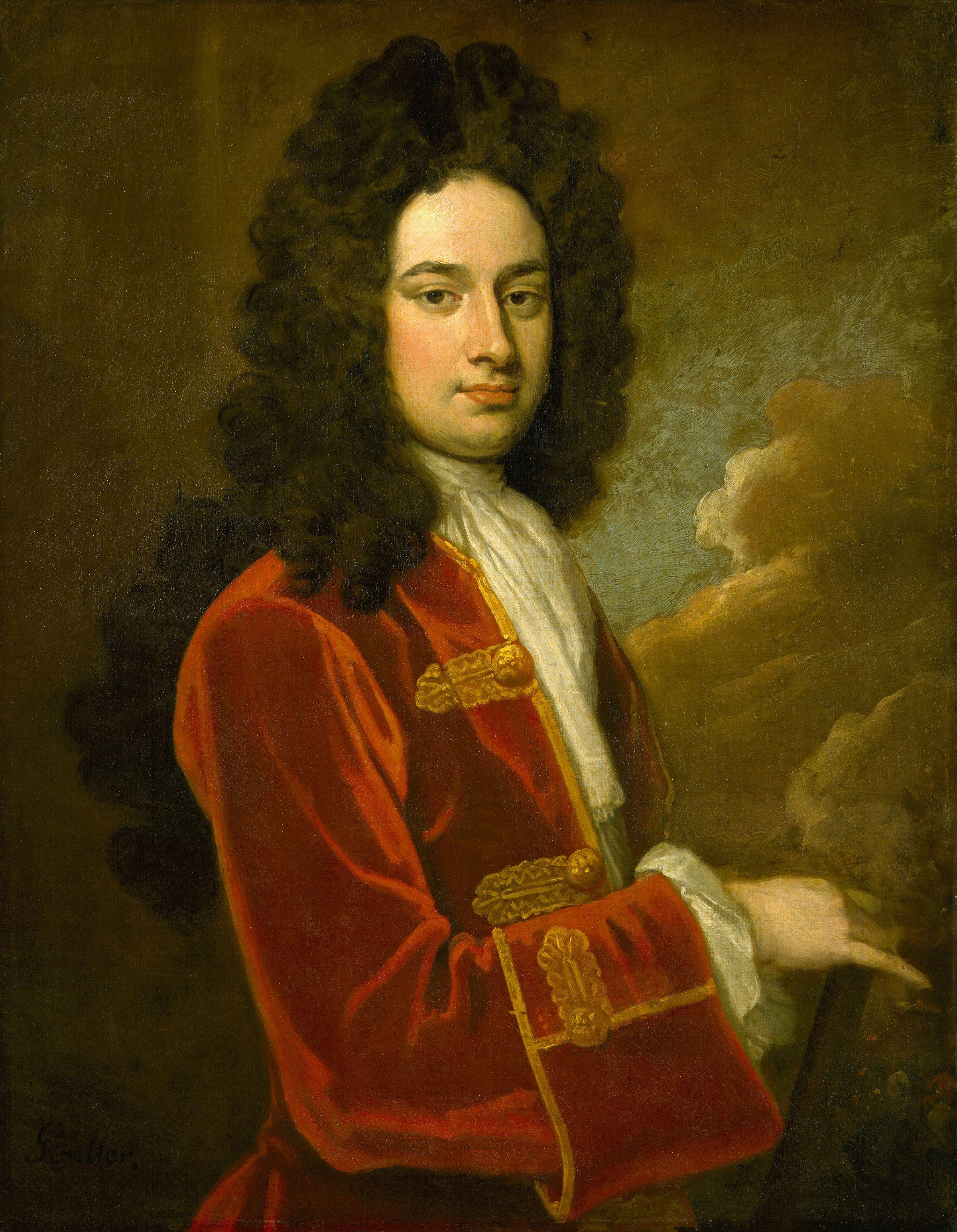
Hrabia Stanhope, minister północnego departamentu

Drugie ministerium Sunderlanda i Stanhope’a – rząd brytyjski działający w latach 1718–1721 pod przywództwem Charlesa Spencera, 3. hrabiego Sunderland (pierwszego lorda skarbu) i 'Jamesa Stanhope’a, 1. hrabiego Stanhope (ministra północnego departamentu).

## Skład gabinetu
| Urząd                              | Imię i Nazwisko | Kadencja                      |
| ---------------------------------- | --- | ----------------------------- |
| Pierwszy lord skarbu               | Charles Spencer, 3. hrabia Sunderland                                                                                            | 1718–1721                     |
| Minister północnego departamentu   | James Stanhope, 1. hrabia Stanhope                                                                                               | 1718–1721                     |
| Lord Kanlcerz                      | Thomas Parker, 1. hrabia Macclesfield                                                                                            | 1718–1721                     |
| Lord przewodniczący Rady           | Charles Spencer, 3. hrabia Sunderland Evelyn Pierrepont, 1. książę Kingston-upon-Hull Charles Townshend, 2. wicehrabia Townshend | 1718–1719 1719–1720 1720–1721 |
| Lord tajnej pieczęci               | Evelyn Pierrepont, 1. książę Kingston-upon-Hull Henry Grey, 1. książę Kentu Evelyn Pierrepont, 1. książę Kingston-upon-Hull      | 1718–1719 1719–1720 1720–1721 |
| Minister południowego departamentu | James Craggs Młodszy John Carteret, 2. baron Carteret                                                                            | 1718–1721 1721                |
| Pierwszy lord Admiralicji          | James Berkeley (hrabia Berkeley)                                                                                                 | 1718–1721                     |
| Kanclerz skarbu                    | John Aislabie | 1718–1721                     |
| Generał artylerii                  | John Churchill, 1. książę Marlborough                                                                                            | 1718–1721                     |
| Płacmistrz armii                   | Henry Clinton, 7. hrabia Lincoln Robert Walpole                                                                                  | 1718–1720 1720–1721           |
| Lord namiestnik Irlandii           | Charles Paulet, 2. książę Bolton Charles FitzRoy, 2. książę Grafton                                                              | 1718–1720 1720–1721           |
| Lord steward                       | John Campbell, 2. książę Argyll                                                                                                  | 1718–1721                     |
| Lord szambelan                     | Thomas Pelham-Holles, 1. książę Newcastle                                                                                        | 1718–1721                     |

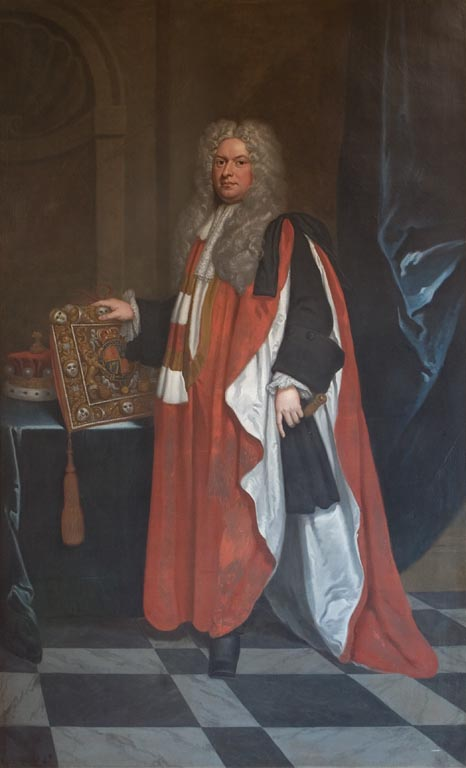
Hrabia Macclesfield, lord kanclerz
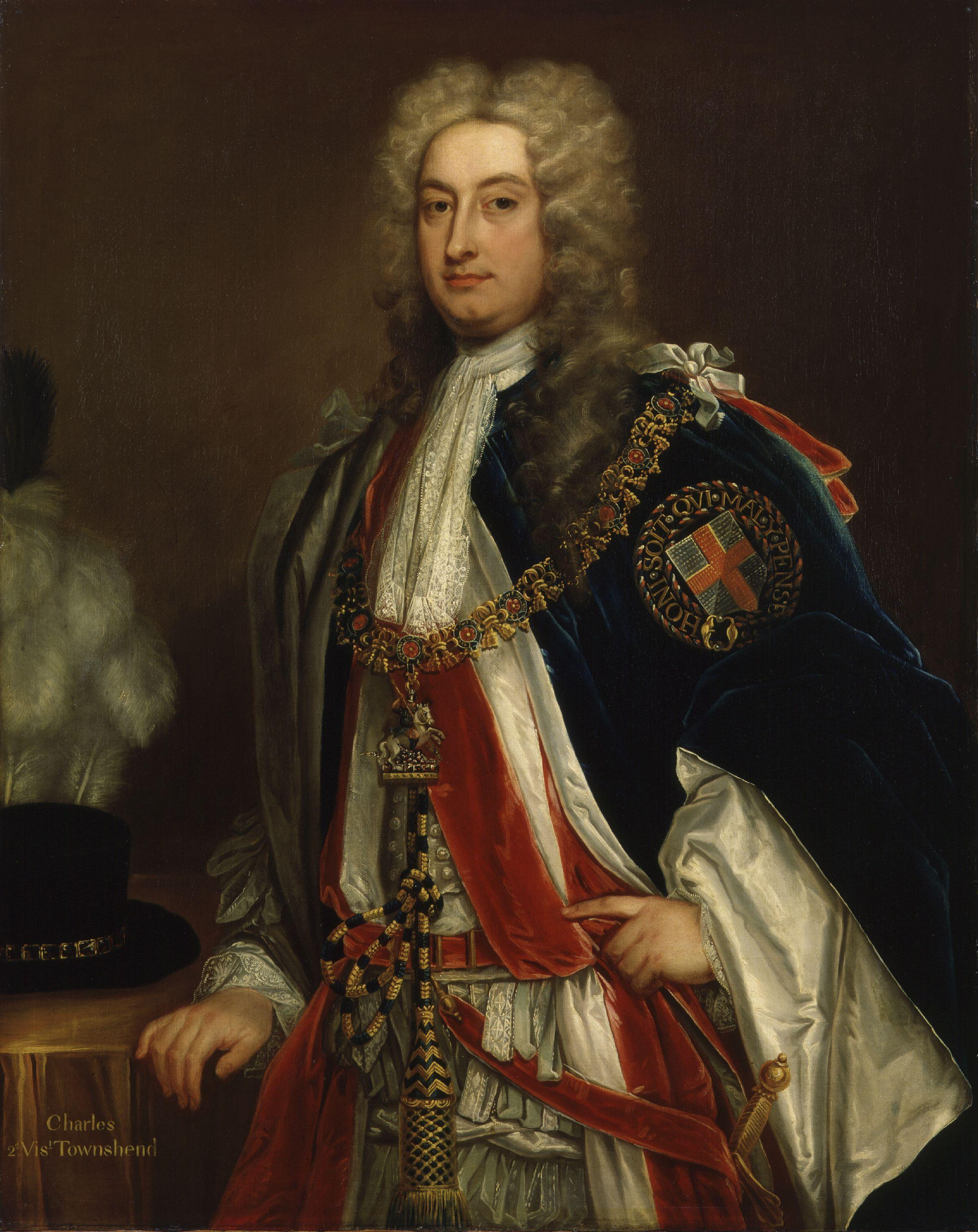
Wicehrabia Townshend, lord przewodniczący Rady
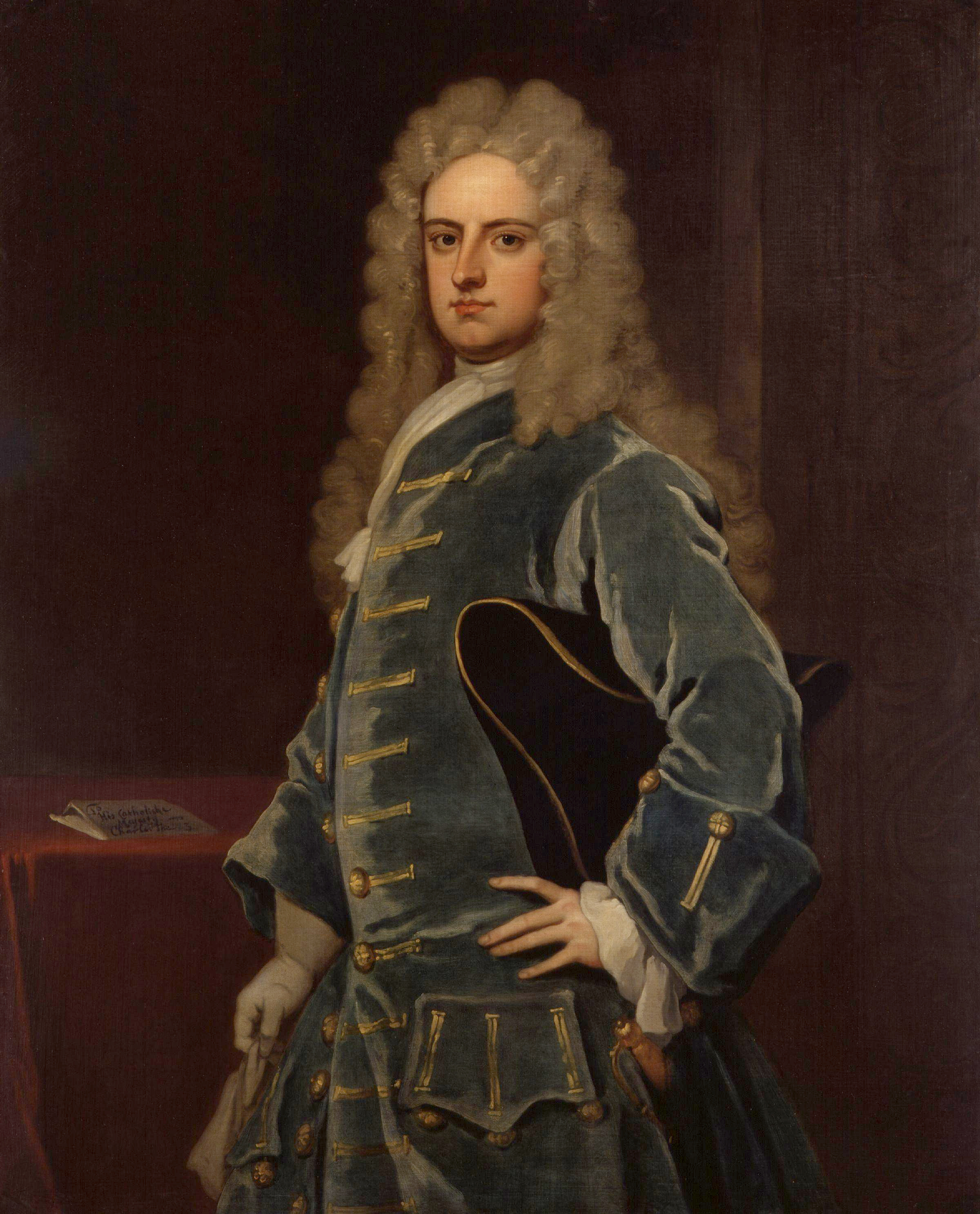
James Craggs Młodszy, minister południowego departamentu
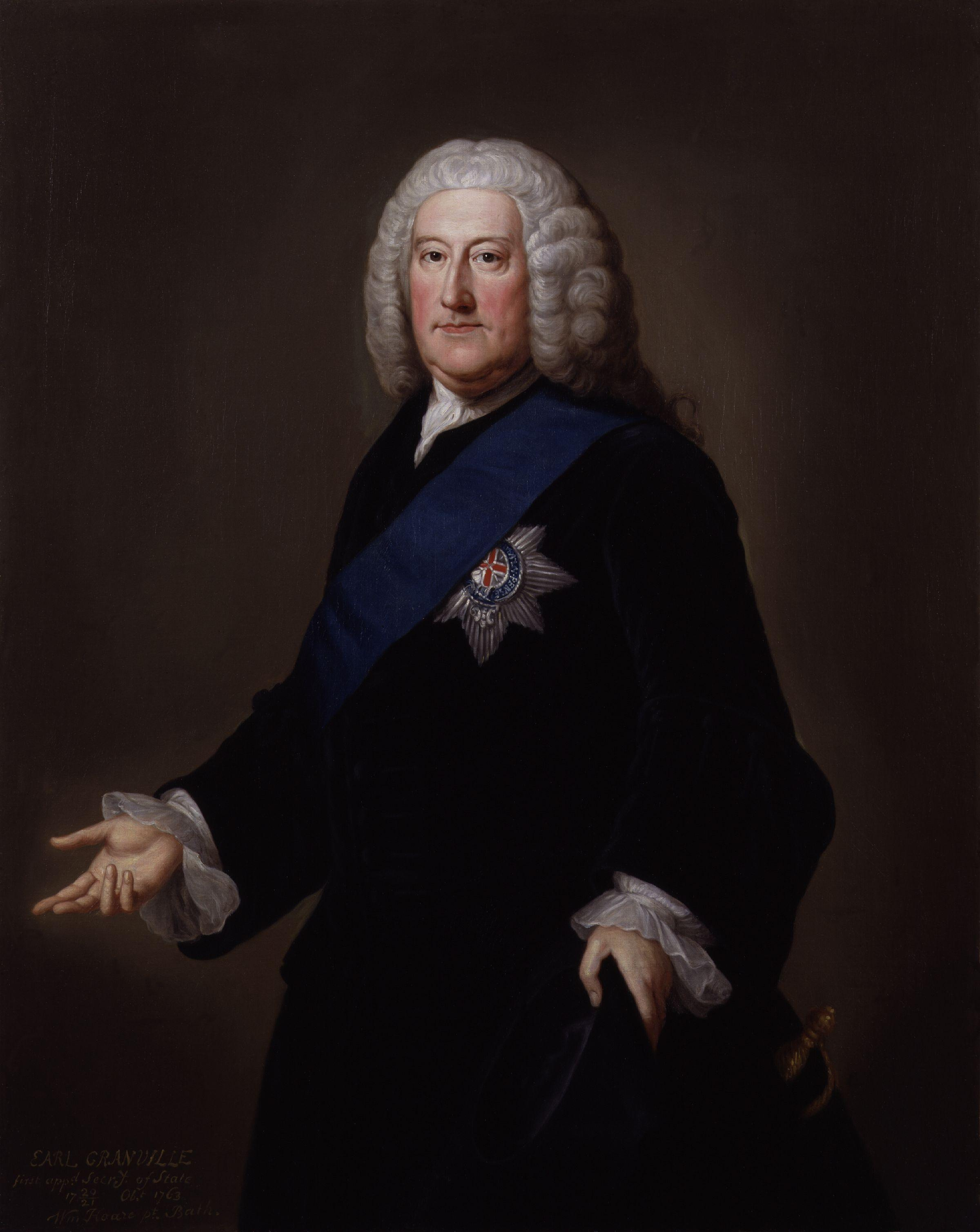
Baron Carteret, minister południowego departamentu
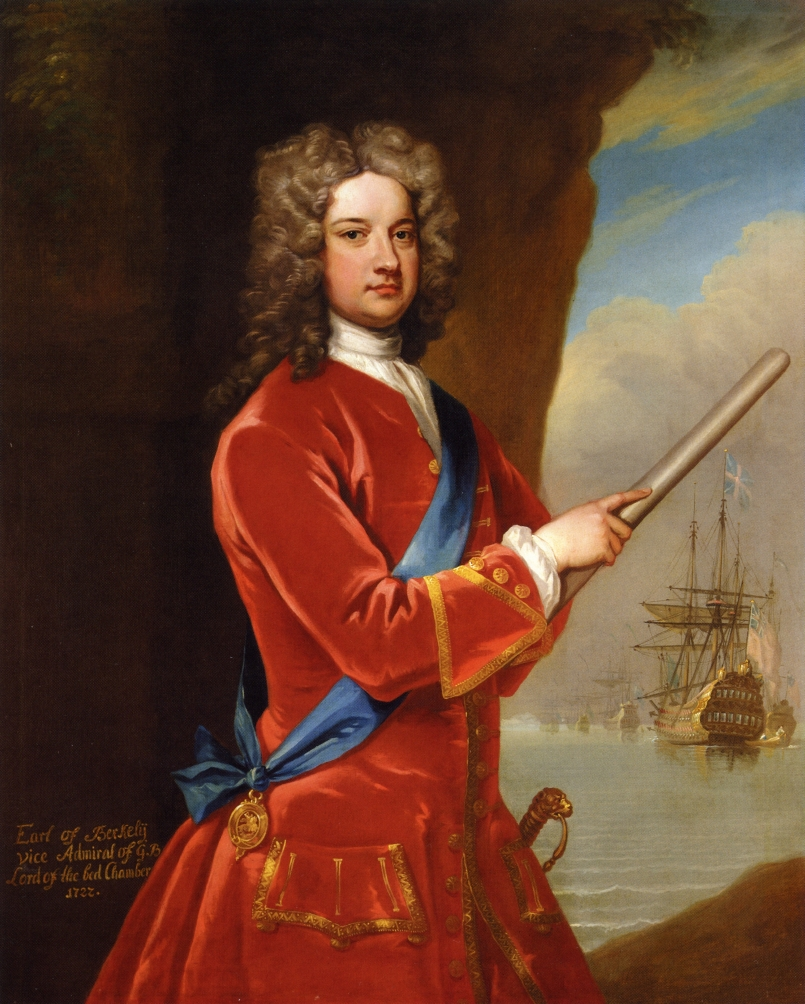
Hrabia Berkeley, pierwszy lord Admiralicji
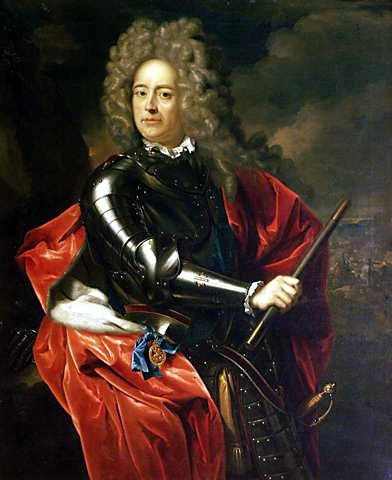
Książę Marlborough, generał artylerii
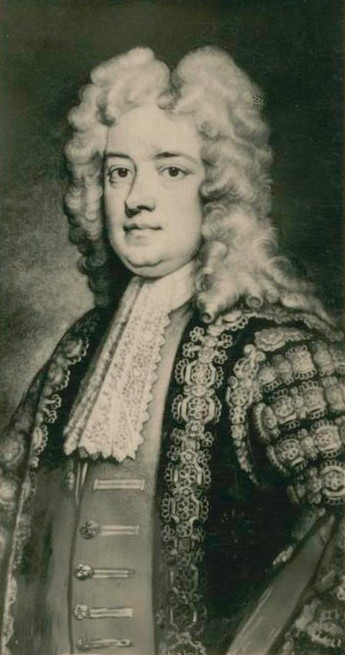
Robert Walpole, płacmistrz armii
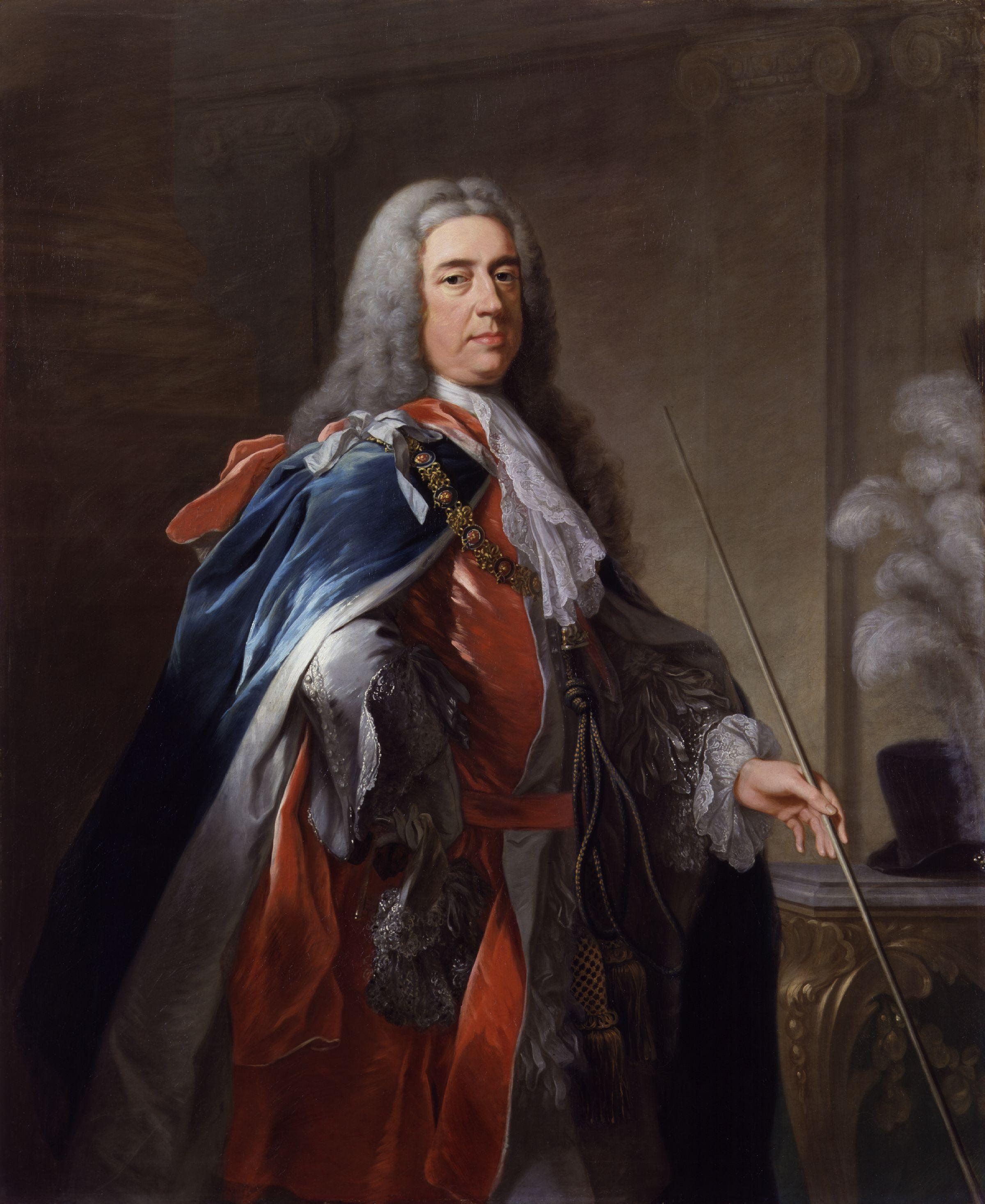
Książę Grafton, lord namiestnik Irlandii
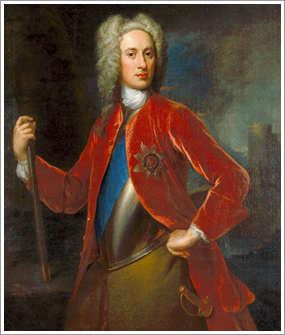
Książę Argyll, lord steward
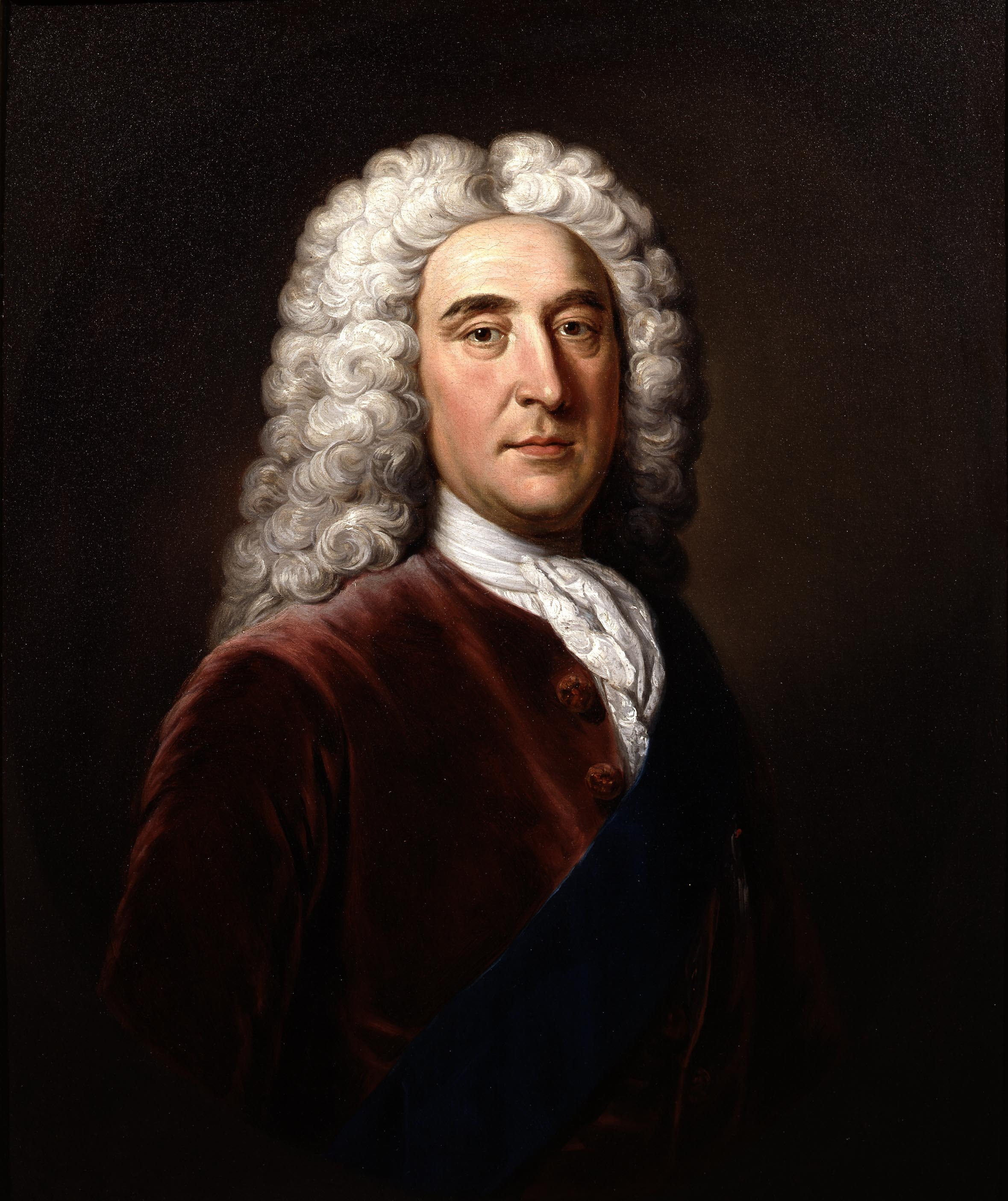
Książę Newcastle, lord szambelan